# Chamelet
Chamelet ist eine französische Gemeinde mit 703 Einwohnern (Stand 1. Januar 2022) im Département Rhône in der Region Auvergne-Rhône-Alpes. Sie gehört zum Arrondissement Villefranche-sur-Saône und zum Kanton Val d’Oingt.

## Bevölkerungsentwicklung
| Jahr                       | 1962 | 1968 | 1975 | 1982 | 1990 | 1999 |
| Einwohner                  | 378  | 388  | 375  | 464  | 510  | 575  |
| Quellen: Cassini und INSEE |      |      |      |      |      |      |

## Persönlichkeiten
- Fréelan de Chamelet, Seigneur de Semur, Stammvater des Hauses Semur
- Gaspard de Prony (1755–1839), Ingenieur und Enzyklopädist